# Batakowie

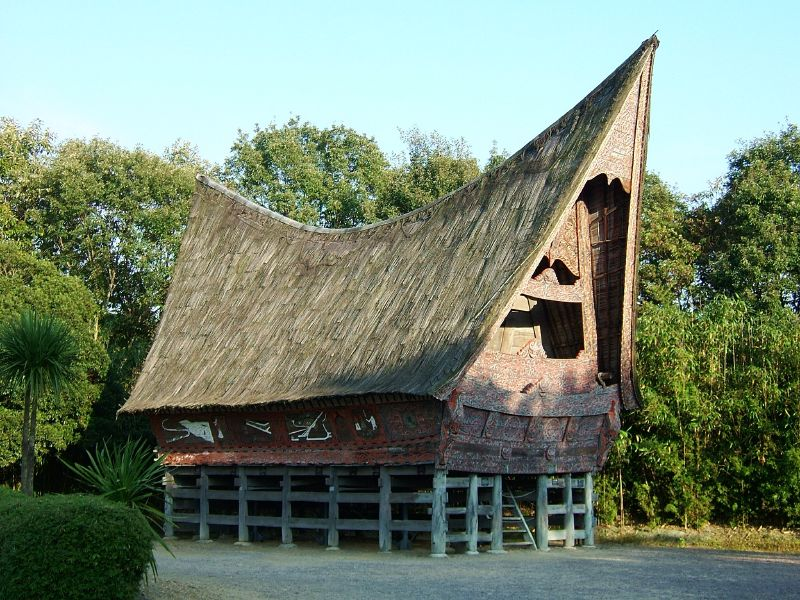
Tradycyjny dom Bataków Toba

Batakowie, Batacy (Halak Batak) – zbiorcze określenie ludów austronezyjskich zamieszkujących północno-zachodnią część Sumatry (Wyżyna Batak) w Indonezji. Posługują się językami batackimi z rodziny austronezyjskiej oraz własnym pismem pochodzenia indyjskiego. Liczą ogółem około 6 mln i dzielą się na ok. sześć grup etnicznych. Największą z tych grup stanowi Toba Batak. Inne grupy to Angkola (Batak), Dairi (lub Pakpak), Karo Batak, Simalungun Batak oraz Mandailing Batak. Przynależność Alas Kluet, klasyfikowanych niekiedy jako Batakowie, jest dyskusyjna. Toba Batak, Karo Batak, Simalungun Batak oraz Dairi są chrześcijanami, natomiast pozostałe grupy wyznają głównie islam.
Nazwa Batak prawdopodobnie pochodzi od pejoratywnego określenia pogańskich plemion górskich, używanego przez muzułmańskich mieszkańców wybrzeży. Podobna nazwa istnieje na Filipinach na określenie tamtejszych, bliżej niespokrewnionych górskich plemion, zaś jeden z ludów górskich zamieszkujących Malezję określany jest mianem Batek.

## Historia
Pierwsze wzmianki na temat ludu pochodzą od angielskiego podróżnika i orientalisty Williama Marsdena, który nazwał opisywane obszary jako królestwo kanibalistycznego ludu.
W II i III wieku n.e. Batakowie byli pod wpływem hinduizmu. Pojawiła się sztuka złotnictwa, wprowadzono pług. Na przestrzeni wieków rozwinął się system rodów patriarchalnych skupionych w wysokich domach drewnianych o oryginalnej architekturze.
W IX wieku Batakowie znaleźli się pod wpływami chrześcijaństwa i islamu. Obecnie ponad 60% populacji to muzułmanie, zaś pozostała to protestanci – głównie za sprawą luterańskiego misjonarza Ludwiga Nommensena.

## Gospodarka
Batakowie głównie uprawiają ryż, w górach uprawiają kukurydzę i warzywa oraz trudnią się hodowlą, tkactwem, obróbką drewna i złotnictwem.